# شالشتادت
شالشتادت (به آلمانی: Schallstadt) یک شهر در آلمان است که در برایگاو-هخشوارتسوالد واقع شده‌است. شالشتادت ۵٬۹۵۲ نفر جمعیت دارد.

## خواهرخوانده
شهر Rosà خواهرخواندهٔ شالشتادت هست.